# Vesly (Eure)
Vesly – miejscowość i gmina we Francji, w regionie Normandia, w departamencie Eure.
Według danych na rok 1990 gminę zamieszkiwało około 538 osób, a gęstość zaludnienia wynosiła 45 osób/km² (wśród 1421 gmin Górnej Normandii Vesly plasuje się na 428. miejscu pod względem liczby ludności, natomiast pod względem powierzchni na miejscu 244.).